# Baladas En Español
Baladas En Español é o título do primeiro álbum do Roxette em espanhol o álbum inclui versões das canções da banda. Foi lançado no mercado em 21 de outubro de 1996. Este álbum reúne algumas das baladas da dupla originalmente cantadas em inglês, porém adaptadas neste álbum para o espanhol. A gravadora que lançou o álbum é a EMI Music e foi publicado especificamente para o mercado da Espanha, América Latina e México.
O álbum teve fortes críticas devido ao seu tradutor, o espanhol Luis Gómez Escolar, já que em algumas das adaptações
que foram feitas das canções, as letras em espanhol não trazem a mesma mensagem das músicas originais.
O álbum vendeu 1.200.000 cópias, recebendo um disco de platina na Espanha , Argentina e Chile e um disco de ouro em vários outros países, incluindo Venezuela, Colômbia, México, Costa Rica e Suécia, enorme sucesso.

## Lista de músicas
| N.º | Título                                                        | Duração |  |
| 1.  | "Un Día Sin Ti" (Spending My Time)                            | 4:38    |  |
| 2.  | "Crash! Boom! Bang!" (Crash! Boom Bang!)                      | 4:26    |  |
| 3.  | "Directamente A Ti" (Run to You)                              | 3:30    |  |
| 4.  | "No Sé Si Es amor" (It Must Have Been Love)                   | 4:41    |  |
| 5.  | "Cuánto Lo Siento" (I'm Sorry)                                | 3:13    |  |
| 6.  | "Tímida" ('Vulnerable)                                        | 4:44    |  |
| 7.  | "Habla El Corazón" (Listen to Your Heart)                     | 5:09    |  |
| 8.  | "Como La LLuvia En El Cristal" (Watercolours in the Rain)     | 3:42    |  |
| 9.  | "Soy Una Mujer" (Fading Like a Flower [Every Time You Leave]) | 3:45    |  |
| 10. | "Quiero Ser Como Tú" (I Don't Want to Get Hurt)               | 4:16    |  |
| 11. | "Una Reina Va Detrás De Un Rey" (Queen of Rain)               | 4:51    |  |
| 12. | "El Día Del Amor" (Perfect Day)                               | 3:55    |  |

## Créditos
Voz: Marie Fredriksson e Per Gessle
Música: Per Gessle (2-6, 9, 10), Per Gessle & Mats MP Persson (1, 7, 11 e 12), Marie Fredriksson (8).
Letra original de Per Gessle.
Traduzido para o espanhol por Luis G. Escolar.
Produção e arranjos de Clarence Öfwerman.
Músicas publicadas por Jimmy Fun Music.